# George Macaulay Trevelyan
George Macaulay Trevelyan (ur. 16 lutego 1876 w Welcombe, zm. 21 lipca 1962 w Cambridge) – brytyjski historyk. 

## Życiorys
Syn Georga Trevelyana. Ukończył Trinity College na Uniwersytecie Cambridge. W latach 1927–1951 był profesorem tego kolegium, a w latach 1940-51 jego rektorem (ang. Master) . Członek British Academy (od 1925) i Royal Society (od 1950) oraz m.in. Polskiej Akademii Umiejętności (od 1931). Przedstawiciel tradycji liberalnej w angielskiej historiografii. Autor prac łączących walory naukowe z literackimi. Napisał m.in. biografię Giuseppe Garibaldiego, England under Queen Anne (t. 1–3, 1930–1934) oraz szeroko znane syntezy: Historia Anglii (1926, wyd. pol. 1963) i Historia społeczna Anglii od Chaucera do Wiktorii (1944, wyd. pol. 1961).
W latach 1950 – 1957 sprawował funkcję rektora (chancellor) Durham University, która to uczelnia uhonorowała go nadaniem jego nazwiska jednemu z collegów wchodzących w skład uniwersytetu. 

## Wybrane publikacje
- England in the Age of Wycliffe (1899).
- England Under the Stuarts (1904).
- The Poetry and Philosophy of George Meredith (1906).
- Garibaldi and the Thousand (1909).
- Garibaldi and the Making of Italy (1911). ISBN 978-1-84212-473-4
- The Life of John Bright (1913).
- Clio: A Muse and Other Essays (1913).
- Scenes From Italy's War (1919).
- The Recreations of an Historian (1919).
- Lord Grey of the Reform Bill (1920).
- British History in the Nineteenth Century (1922).
- Manin and the Venetian Revolution of 1848 (1923).
- History of England (1926; 3rd edition, 1945).
  - A Shortened History of England (1942).
- England Under Queen Anne:
  - Blenheim (1930).
  - Ramillies and the Union with Scotland (1932).
  - The Peace and the Protestant Succession (1934).
- Sir George Otto Trevelyan: A Memoir (1932).
- Grey of Fallodon (1937).
- The English Revolution, 1688–1698 (1938).
- Trinity College: An Historical Sketch (1943). ISBN 0-903258-01-3
- English Social History: A Survey of Six Centuries: Chaucer to Queen Victoria (1942 US and Canada, 1944 UK). ISBN 978-0-582-48488-7
- An Autobiography and Other Essays (1949). ISBN 0-8369-2205-0
- A Layman's Love of Letters (1954).

## Wybrane publikacje w języku polskim
- Historia społeczna Anglii : od Chaucera do Wiktorii, przeł. Adam Klimowicz, przedm. do pol. wyd. Margaret Schlauch, przypisy Anna Staniewska, Warszawa: Państwowy Instytut Wydawniczy 1961.
- "Garibaldi i powstanie Włoch, czerwiec - listopad 1860": Przedmowa. Anglia i Garibaldi. entuzjazm na północy. Wyprawy na pomoc Garibaldiemu - Mazzini, Bertani, Cavour. Spotkanie Garibaldiego z Wiktorem Emanuelem, przeł. Zofia Kozarynowa [w:] Współcześni historycy brytyjscy. Wybór z pism, oprac. i przedmową zaopatrzył Jerzy Z. Kędzierski, słowo wstępne G. P. Gooch, Londyn: B. Świderski 1963, s. 549-573.
- Historia Anglii, przeł. Antoni Dębnicki, wstęp i przypisy Henryk Katz, Warszawa: Państwowe Wydawnictwo Naukowe 1963 (wyd. 2 - 1965, wyd. 3 - 1967).